# Chesapeake Bayretriever
Chesapeake Bayretriever is een hondenras dat afkomstig is uit de Verenigde Staten. Volgens de overlevering is dit ras ontstaan uit de Newfoundland-puppy's die gered werden tijdens een schipbreuk voor de kust van Maryland. Het is niet bekend welk ander ras met deze honden werd gekruist, maar het resultaat was een retriever die in staat is om zwaar werk in koud water te verrichten.

## Aard
De Chesapeake Bayretriever is een harde werker met een stabiel karakter. Het respect van deze hond moet verdiend worden. De Chesapeake Bayretriever is geen allemansvriend. Hij is vriendelijk naar vreemden, maar op een ietwat gereserveerde manier. Het is een hond die zijn/haar territorium bewaakt. In huis is het een rustige hond, maar dat gaat alleen op als er een uitlaatklep aan zijn energie wordt gegeven. Als hij zich gaat vervelen en te weinig beweging krijgt, kan hij destructief worden en het huis gaan slopen.

## Uiterlijk
De Chesapeake Bayretriever heeft een hoogte van 53 tot 66 centimeter. Reuen hebben een gewicht tussen de 30 en 40 kilogram. Teven hebben meestal een gewicht tussen de 25 en 35 kilogram.
De vacht is kort en dik en heeft een gemiddelde lengte van 4 centimeter. De structuur is dicht met fijne wollen onderharen waardoor de vacht vettig en waterafstotend is. De vacht kan ook krullend zijn. Ze zijn altijd bruin van kleur.
Amerikaanse cockerspaniël ·
Amerikaanse waterspaniël ·
Barbet ·
Chesapeake Bayretriever ·
Clumberspaniël ·
Curly-coated retriever ·
Duitse wachtelhond ·
Engelse cockerspaniël ·
Engelse springerspaniël ·
Fieldspaniël ·
Flat-coated retriever ·
Golden retriever ·
Ierse waterspaniël ·
Kooikerhondje ·
Labrador-retriever ·
Lagotto romagnolo ·
Nova Scotia duck tolling retriever ·
Perro de agua español ·
Portugese waterhond ·
Sussex-spaniël ·
Welshe springerspaniël ·
Wetterhoun